# Lhündrup Tsöndrü
Lhündrup Tsöndrü (? - 1949) was een Tibetaans geestelijke.
Hij was de vierennegentigste Ganden tripa van 1940 tot 1946 en daarmee de hoofdabt van het klooster Ganden en hoogste geestelijke van de gelugtraditie in het Tibetaans boeddhisme.
Tsöndrü begon zijn studie in het Tsangpa-huis van het klooster Sera. Hier studeerde hij eerst logica en epistemologie en daarna in de vijf belangrijkste teksten van het monastieke gelugcurriculum: Abhisamayalankara, Madhyamaka, Abhidharmakosa, Pramanavartika en Vinaya. Hij vervolgde zijn studie in het klooster Gyume waar hij tantrische geschriften bestudeerde. Later diende hij hier als chantleider en werd hij hoofd onderwijs.
Vervolgens werd hij hoofdabt van het klooster Gyume en daarna van het klooster Jangtse Choje van het Ganden Jangtse-klooster. Na deze positie promoveerde hij tot het hoogste gelugambt en werd hij Ganden tripa van 1940 tot 1946.